# Barcelona (Veneçuela)
Barcelona és una ciutat de Veneçuela capital de l'estat d'Anzoátegui. Juntament amb Puerto La Cruz, Lechería i Guanta forma una de les àrees metropolitanes més importants del país. El 2001 tenia 359.984 habitants. La ciutat pren el nom de la capital de Catalunya, Barcelona. Fou fundada el 12 de febrer de 1638, dia de la patrona Santa Eulàlia, amb el nom de Nueva Barcelona del Cerro Santo per part del català Joan Orpí i del Pou.
Entre els llocs emblemàtics del seu patrimoni cultural destaca el Teatro Cajigal, fundat el 1895.